# Luis Adolfo Orozco Orozco
Luis Adolfo Orozco Orozco (Guerrero, Chihuahua, 18 de mayo de 1952) es un político mexicano, miembro del Partido de la Revolución Democrática, y que fue candidato de ese partido a Gobernador de Chihuahua en las elecciones de 2010.
Luis Adolfo Orozco es Licenciado en Administración de Empresas por la Universidad Autónoma de Chihuahua y Antropólogo por la Escuela Nacional de Antropología e Historia, miembro de organizaciones militantes de izquierda desde su juventud, participó en la fundación del Comité de Defensa Popular en el estado y del sindicato de la empresa paraestatal Productos Forestales de la Tarahumara (PROFORTARAH), miembro fundador del PRD, due coordinador de la campaña al senado de Víctor Orozco Orozco en 1994, secretario de Acción Electoral, de Organización y Secretario General del comité estatal del partido.
El 28 de febrero de 2010 el consejo político estatal del PRD lo eligió como candidato a la gubernatura de Chihuahua, y lo registró oficialmente ante el Instituto Estatal Electoral el 10 de abril del mismo año.